# Bilin
|  | Per a altres significats, vegeu «Bhileng». |

El bilin (ብሊና, també transcrit blin) és una llengua cuixítica parlada per uns 70.000 individus a la ciutat eritrea de Keren i als seus voltants i que forma part, ensems amb llengües com el khamtanga, el qimant i el qwara, de l'agaw septentrional, branca del cuixític central oposada a l'agaw meridional, representat per l'awngi.